# Toxeuma inopinum
Toxeuma inopinum är en stekelart som beskrevs av Heydon 1988. Toxeuma inopinum ingår i släktet Toxeuma och familjen puppglanssteklar. Inga underarter finns listade i Catalogue of Life.